# Can Mates (Amer)
Can Mates és una casa d'Amer (Selva) inclosa a l'Inventari del Patrimoni Arquitectònic de Catalunya.

## Descripció
Edifici cantoner de quatre plantes, tres crugies i coberta d'un vessant a façana situat a la part occidental de la Plaça de la Vila. També dona al carrer Sant Miquel. La façana és arrebossada i pintada, a excepció dels marcs de les obertures i de la cadena cantonera, de pedra vista. Totes les obertures són rectangulars i emmarcades de pedra calcària i sorrenca, a excepció de la planta baixa, d'obertures amb arquacions.
La planta baixa consta de tres grans portals emmarcats de pedra calcària amb forma d'arc carpanell de llinda formada per tres blocs.
El primer, segon i tercer pis tenen tres balcons individuals per planta amb diferents tipus de decoració a les baranes de ferro. Cada pis té les obertures més petites, la base més reduïda i la decoració de la barana més senzilla.
La cornisa conté un ràfec senzill de dos fileres de rajola planera.

## Història
Casa reformada al segle XX respectant l'estructura del segle xvii i els balcons del segle xix.
Una de les llindes dels balcons del primers pis té inscrita la data 1798.